# أوين بنجامين
أوين بنجامين (بالإنجليزية: Owen Benjamin)‏ هو ممثل أمريكي، ولد في 24 مايو 1980 بفولتون في الولايات المتحدة.

## وصلات خارجية
- أوين بنجامين على موقع IMDb (الإنجليزية)
- أوين بنجامين على موقع ميوزك برينز (الإنجليزية)
- أوين بنجامين على موقع قاعدة بيانات الفيلم (الإنجليزية)